# Katerína Daskaláki
Katerína Daskaláki (grec moderne : Κατερίνα Δασκαλάκη), née le 26 mars 1944 à Athènes, est une femme politique et journaliste grecque.
Membre du Printemps politique, elle siège au Parlement européen de 1994 à 1999.